# 藤岡中央高校ハンマー投げ死亡事件
藤岡中央高校ハンマー投げ死亡事件（ふじおかちゅうおうこうこうハンマーなげしぼうじけん）は、群馬県藤岡市の高等学校の部活動中に起きた事件。

## 概要

### 事件の発生
2017年12月20日には、群馬県立藤岡中央高等学校のグラウンドでは陸上競技部がハンマー投げの練習を行っていた。この時に陸上競技部の部員によって投げられたハンマー投げのハンマーが、サッカー部に所属する生徒の頭に当たった。生徒は病院に搬送されたが死亡した。

### 事件から
群馬県警察は実況見分して、事故の詳しい経緯や安全管理体制を調べる。群馬県警察によると、ハンマー投げが行われていたときにはサッカー部はグラウンドの南側を使用していた。死亡したサッカー部の生徒は、転がっていったボールを回収するために北側に向かっていったためにハンマーに当たったとみられる。
サッカーコートとハンマー投げの練習場所の間には、進入を防ぐネットなどは設置されていなかったが、ハンマーを投げる際には声かけが行われていた。事故は午後6時25分頃に起きた。重さ約4キロ、直径約10センチのハンマーが、約48メートル離れたところまで投げられていた。
翌12月21日には同校で記者会見が開かれる。それによると、事故発生当時には顧問の教諭はグラウンドにはいなかった。サッカー部とハンマー投げの練習場所の境界が曖昧であったことなど問題があったことを明らかにした。事件の起きたグラウンドは複数の部活動が共同で使用していた。事件発生当時には3人の生徒がいた。事故のの直前、顧問の教諭は練習を切り上げるように指示をしてグラウンドを立ち去っていた。日は暮れていたが照明があったため、グラウンドは明るかった。投げる前に声をかけられており、投げた生徒はボールを拾いに来たサッカー部の生徒に気が付いていなかった。これまでにサッカー部の練習場所にハンマーが飛んできたことは何度もあったが、ハンマーが生徒に当たったことは一度も無かった。
この事件は男子生徒は女子用のハンマーを投げたことで飛距離が伸びたために発生していた。同校は男子生徒が女子用のハンマーを投げたことも事件が起きた原因の1つとした。女子用のハンマーは軽いため飛距離が伸びてこのような事件が起きたと群馬県高等学校体育連盟は考える。当たった場所は扇形の投擲ラインから大きく南に外れており、ハンマー投擲用のサークルの周りには防御ネットもあったために、通常通り投げていれば当たった場所まで飛ぶことはほとんどありえず、1秒でもタイミングがずれていれば当たっていなかった。
事件が発生した直後に群馬県教育委員会は県立高校の陸上競技部の顧問の教諭を集めて会合を開く。そこでは各高校の顧問には防護ネットの無い場所では投擲の練習を行わないことが求められる。県立高校と市町村教育委員会にも同様の通知が送られる。
2018年8月30日には、この事件の検証委員会による報告書が公表される。そこでは安全管理体制が不十分であったということが指摘された。過去にもハンマー投げで危険な場面があったものの、その事例を共有されていなかったことが指摘された。
この事件は文部科学省による「学校事故対応に関する指針」に基づく詳細調査報告書の横断整理での学校管理下における重大事故事例として掲載されている。